# Krebeck
Krebeck er en by og kommune i det centrale Tyskland, beliggende under Landkreis Göttingen, i den sydlige del af delstaten Niedersachsen. Kommunen, der har godt 1.000 indbyggere, er en del af amtet (samtgemeinde) Gieboldehausen.

## Geografi
Krebeck er beliggende omkring 13 Kilometer øst for Göttingen og 11 kilometer nordvest for Duderstadt ved udkanten af det frugtbare område Goldene Mark. I den vestlige del af kommunen ligger den skovklædte højde Westerberg (275 moh.). Bækken Ellerbeck (der er et tilløb til Suhle → Hahle → Rhume → Leine) løber gennem byen.
Landsbyen Renshausen, der er en del af kommunen, er beliggende 2 km nordvest for Krebeck. Nabokommuner er Ebergötzen mod sydvest, Bodensee mod nord og Wollbrandshausen mod øst.
I Krebeck ligger ét (af flere, alt efter beregningsmetode) geodætisk midtpunkt i Tyskland.